# Дмитрий Вязмикин
Дмитрий Вязмикин е руски футболист и треньор. От 2018 г. е старши треньор на Торпедо Владимир. Бивш капитан на отбора, Вязмикин е избран за най-добрия футболист в историята на клуба. Голмайстор на руската Висша дивизия през 2001 година с екипа на Торпедо Москва.

## Кариера
Кариерата на Дмитрий започва в Торпедо Владимир. През 1995 е взет в Сокол Саратов. След това играе в СОЮЗ Газпром. През 1998 е взет от Шинник Ярославъл и за първи път играе във висшата дивизия на Русия. Въпреки това, периода му в Шинник не е много успешен, защото вкарва едва 4 гола в около 50 мача. През 1999 е закупен от Локомотив Нижни Новгород, който предната година е спечелил промоция във висшата дивизия. Вкарва 5 гола в 28 мача и на следващия сезон подписва с московския гранд Торпедо. През 2001 вкарва 18 гола в 29 мача и става голмайсор в последния сезон на висшата дивизия. През 2001/02 участва и в купата на УЕФА, като отбелязва 2 гола. През 2002 голаджията става част от „звездната селекция“ на Уралан Елиста. Дмитрий вкарва само 1 попадение за година и половина в състава от Калмикия. След това се пробва в Алания, но там изиграва само 3 мача. През 2004 Вязмикин се завръща в родния си тим – Торпедо Владимир. Още първият сезон става голмайстор на втора дивизия и е избран за най-добър играч на първенството. От 2004 е вкарал над 105 гола за Торпедо, като през 2009 отново става най-добър играч в Руска втора дивизия, а година по-късно е с основен принос за класирането на Торпедо в 1 дивизия.
През 2011 преминава като свободен агент в Спартак Кострома. На 8 декември 2011 обявява края на кариерата си. През 2012 се завръща на терена като футболист на Торпедо в ЛФЛ.

## Статистика
| Сезон   | Клуб                     | Лига          | Мачове | Голове | Прим.                         |
| ------- | ------------------------ | ------------- | ------ | ------ | ----------------------------- |
| 1992    | Торпедо Владимир         | 1 дивизия     | 19     | 3      |                               |
| 1993    | Торпедо (Владимир)       | 1 дивизия     | 40     | 14     |                               |
| 1994    | Торпедо (Владимир)       | 1 дивизия     | 37     | 24     |                               |
| 1995    | Сокол Саратов            | 1 дивизия     | 40     | 10     |                               |
| 1996    | Сокол (Саратов)          | 1 дивизия     | 17     | 8      |                               |
| 1996    | СОЮЗ Газпром             | 1 дивизия     | 17     | 6      |                               |
| 1997    | Шинник Ярославъл         | Висша Дивизия | 34     | 2      |                               |
| 1998    | Шинник (Ярославъл)       | Висша Дивизия | 22     | 2      |                               |
| 1999    | Локомотив Нижни Новгород | Висша Дивизия | 28     | 5      |                               |
| 2000    | ФК Торпедо Москва        | Висша Дивизия | 27     | 8      |                               |
| 2001    | Торпедо (Москва)         | Висша Дивизия | 29     | 18     | Голмайстор на висшата дивизия |
| 2002    | Уралан Елиста            | Премиер Лига  | 24     | 1      |                               |
| 2003    | Уралан (Елиста)          | Премиер-лига  | 7      | 0      |                               |
| 2003    | Алания (Владикавказ)     | Премиер-лига  | 3      | 0      |                               |
| 2004    | Торпедо (Владимир)       | 2 дивизия     | 28     | 25     | Голмайстор на 2 дивизия       |
| 2005    | Торпедо (Владимир)       | 2 дивизия     | 26     | 10     |                               |
| 2006    | Торпедо (Владимир)       | Втора дивизия | 32     | 18     |                               |
| 2007    | Торпедо (Владимир)       | Втора дивизия | 20     | 7      |                               |
| 2008    | Торпедо (Владимир)       | Втора дивизия | 27     | 12     |                               |
| 2009    | Торпедо (Владимир)       | Втора дивизия | 34     | 15     |                               |
| 2010    | Торпедо (Владимир)       | Втора дивизия | 31     | 18     |                               |
| 2011    | Спартак (Кострома)       | Втора дивизия | 31     | 6      |                               |
| 2012/13 | Торпедо Владимир         | ЛФЛ           | 4      | 1      |                               |